# 2002 PZ170
2002 PZ170, também escrito como 2002 PZ170, é um objeto transnetuniano que está localizado no Cinturão de Kuiper, uma região do Sistema Solar. Este objeto é classificado como um provável cubewano. Ele possui uma magnitude absoluta de 7,8 e tem um diâmetro estimado com cerca de 121 km.

## Descoberta
2002 PZ170 foi descoberto no dia 5 de agosto de 2002.

## Órbita
A órbita de 2002 PZ170 tem uma excentricidade de 0,034 e possui um semieixo maior de 43,990 UA. O seu periélio leva o mesmo a uma distância de 42,501 UA em relação ao Sol e seu afélio a 45,478 UA.